# Венер
Венер (њем. Weener) град је у њемачкој савезној држави Доња Саксонија. Једно је од 19 општинских средишта округа Лер. Према процјени из 2010. у граду је живјело 15.676 становника. Посједује регионалну шифру (AGS) 3457021.

## Географски и демографски подаци
Венер се налази у савезној држави Доња Саксонија у округу Лер. Град се налази на надморској висини од 5 метара. Површина општине износи 81,2 km². У самом граду је, према процјени из 2010. године, живјело 15.676 становника. Просјечна густина становништва износи 193 становника/km².

## Међународна сарадња
| Мјесто  | Држава    | Врста сарадње | Од    |
| ------- | --------- | ------------- | ----- |
|         | Финска    | партнерство   | 1992. |
|         | Француска | партнерство   | 1992. |
| Дипшика | Бангладеш | партнерство   | 1992. |
| Извор   |           |               |       |